# Baldratia salviae
Baldratia salviae är en tvåvingeart som först beskrevs av Ignaz Rudolph Schiner 1868.  Baldratia salviae ingår i släktet Baldratia och familjen gallmyggor. Inga underarter finns listade i Catalogue of Life.